# 小蜡螟属
小蜡螟属（学名：Achroia）是螟蛾科下的一个属。

## 下属物种
本属包括以下物种：
- Achroia grisella (Fabricius, 1794)
- Achroia ifranella Lucas, 1955
- Achroia innotata Walker, 1864